# 黄浦区明复图书馆
黄浦区明复图书馆，原名卢湾区图书馆，前身为上海市人民图书馆。因卢湾区廢區、併入新黄浦区，而于2012年3月改为现名。其位于中华人民共和国上海市陕西南路235号，为国家一级图书馆，系上海市中心图书馆成员单位。
该馆坐落于明复图书馆旧址，其命名是为了纪念中国的第一位数学博士、中国科学社首届董事会成员胡明复；此外，该图书馆的会心楼是中国科学社驻沪办事处和中国民主促进会旧址。

## 历史

### 由中国科学社明复图书馆至上海市科学技术图书馆
1929年9月，中国科学社在上海亚培尔路（今陕西南路）购买土地，建造新的图书馆，其也成为中国第一座采用新式设计的公共图书馆:第二篇第一章第三节。根据蔡元培的提议，以胡明复之名命名图书馆。1931年1月1日，明复图书馆正式开馆。
明复图书馆对外开放阅览，外借则限于科学社社员。抗战前每天开放时间4小时，读者均一天20人左右:第二篇第一章第三节。抗日战争期间，南京藏书随科学社内迁重庆北碚，抗战胜利后，由于南京的中国科学社及生物研究所的建筑已毁于战火，北碚藏书全部移藏上海馆:第二篇第一章第三节。
1954年，中国科学社理事会决定将明复图书馆全部藏书及基地、馆舍、设备和购书基金等捐献给上海市人民政府，并于1955年2月由文化局接办:第二篇第一章第三节。1956年，正式改建成上海市科学技术图书馆，聘请科学家任鸿隽为馆长:第二篇第一章第三节。1958年12月18日，上海市科学技术图书馆正式对外宣布并入上海图书馆:第二篇第二章第一节。

### 由上海市立图书馆、人民图书馆到卢湾区图书馆
上海市人民图书馆，是1949年5月共產黨接管上海后，由中國人民解放軍上海市軍事管制委員會市政教育处于6月16日接管上海市立图书馆，加以改造和发展而成。起初仍沿用旧名，1951年2月正式更名为上海市人民图书馆。1951年起，分批在市区设立区级阅览室。上海市人民图书馆先隶属上海市教育局，继于1952年划归上海市文化局领导。同年，上海市人民图书馆搬入位复兴中路的文化广场:第二篇第一章一节。
1956年，上海人民图书馆下设各区级阅览室脱离原建制，交由各区并组成一批区图书馆:第二篇第一章一节。
1958年10月，经中共上海市委宣传部同意，上海市文化局决定将上海图书馆、上海市科学技术图书馆、上海市报刊图书馆、上海市历史文献图书馆四馆合并；同时，上海市文化局调整市级公共图书馆的布局，上海人民图书馆裁撤，留存下来的新中国建立后出版的中文书刊约45万册左右连同馆舍、家具设备，以及部分人员（近60人）移交卢湾区以建立卢湾区图书馆（是时卢湾区馆正在筹建之中），编制下放卢湾区:第二篇第一章一节；原人民图书馆部分人员分别调离，其部分藏书也移交上海图书馆，包括新中国建立前出版的大部分中文书刊、外文书刊和线装书全部以及图书流通车:第二篇第一章一节，还包括1953年由上海商业储蓄银行捐献给上海市人民政府的私立海光图书馆的藏书:第二篇第二章第一节。
1959年元旦，卢湾区图书馆正式成立，对外开放，后因市文化局需要将复兴中路原馆址另作他用，另拨原市科学技术图书馆馆舍作区馆之用，遂于1959年8月迁至陕西南路235号原上海市科学技术图书馆继续开放:第二篇第一章一节。
1990年，卢湾区图书馆藏书50余万册，报刊500多种。馆藏资料有中华人民共和国建立以来各个时期的书刊资料，还藏有共和国建立前出版的部分图书和期刊，以及《申报》全套影印本等。截至1996年，全馆共有工作人员44名，分设行政部和业务部，下设阅览外借、少儿、对外服务、采编、辅导和行政等组:第二篇第三章第二节。
2004年，卢湾区斥资动迁居民，重新修整，将中国科学社小楼基本恢复原貌，而后将小楼交给卢湾区图书馆。2005年，经中国民主促进会确认，科学社旧址楼就是该党的成立大会旧址；同年6月3日，小楼正式作为卢湾区图书馆的楼栋启用，第一次活动是由上海市卢湾区图书馆和民进上海市委会文化艺术委员会联合主办的《会心一笑——赵丽宏散文作品赏读会》，科学社旧楼从此被命名为“会心楼”。
2012年3月，为纪念中華民國第一位数学博士、中国科学社首届董事会成员胡明复，更名为黄浦区明复图书馆。

## 楼栋布局

### 明复楼
明复楼内设图书借阅、“中国科学社明复图书馆旧址史料展览室”等服务窗口，可为读者提供上海市中心图书馆“一卡通”图书借阅、公共书目查询、主题图书阅览等服务项目。具体布局如下：
- 一层 明复陈列室
- 二层 科技图书借阅厅
- 三层 文艺图书借阅厅

### 会心楼
即原中国科学社总办事处旧址，建造于1928年。1945年12月，中国民主促进会在此成立。近年来明复图书馆将书画、连环画资料建成数据库，供读者在线浏览。会心楼以举办各类文学艺术沙龙、作家作品赏读会、民进会史教育等活动为主。具体布局如下：
- 一层 新文学沙龙
- 二层 古籍资料室书画资料室
- 辅楼 连环画阅览室

### 乐乐楼
由美籍华人关康才于1993年捐资建造，以其夫人名字命名。内设报刊阅览室、电子阅览室等服务窗口，可为读者提供报刊阅览、影视资源点播、电子文献数据库查询等服务。具体布局如下：
- 底层 报告厅
- 一层 报纸阅览室
- 二层 期刊阅览室
- 三层 多媒体教室

## 服务对接

### 上海市中心图书馆体系
上海市中心图书馆体系是不改变图书馆的行政隶属、人事和财政关系的情况下，以上海图书馆为总馆，其他区县和基层图书馆、高校图书馆等组成的一种图书馆联合体。明复图书馆是该图书馆体系的成员。
联合体之间的普通外借书籍，可以通过上海中心图书馆的互联网联机目录（iPac系统）互相查询，并已经实现“一卡通用，通借通还”。
此外，2014年4月，上海图书馆与上海市教育委员会、上海开放大学等签订合作共享协议，开展上海市电子学生证合作项目。之后，上海图书馆和中心图书馆各成员单位进行了非接触式IC卡系统升级改造，并与上海市电子学生证相对接。上海中小学生群体可以凭借电子学生证，使用中心图书馆馆各成员单位的资源，并根据不同年龄段，获得相应的权限，包括图书借阅等各项服务。